# مارك ريتشاردسون (طبال)
مارك ريتشاردسون (بالإنجليزية: Mark Richardson)‏ هو طبال وموسيقي بريطاني، ولد في 28 مايو 1970 في ليدز في المملكة المتحدة.

## وصلات خارجية
- مارك ريتشاردسون على موقع ميوزك برينز (الإنجليزية)
- مارك ريتشاردسون على موقع ميوزك برينز (الإنجليزية)
- مارك ريتشاردسون على موقع أول ميوزيك (الإنجليزية)
- مارك ريتشاردسون على موقع ديسكوغز (الإنجليزية)
- مارك ريتشاردسون على موقع ديسكوغز (الإنجليزية)